# Hlíðarendi (stade)
Le Hlíðarendi est un stade à multi-usages basé à Reykjavik, en Islande.
Il est l'équipement sportif principal du club omnisports du Valur Reykjavik et est ainsi utilisé pour les rencontres de basket-ball, de football et de handball.
La salle, inaugurée le 7 septembre 2007 a la capacité d'accueillir 1300 personnes assises et le stade de football, inauguré le 25 mai 2008 a la capacité d'accueillir 2465 personnes dont 1201 assises.

## Histoire
Inauguré sous le nom de Hlíðarendi, des contrats de naming le conduisent à être appelé Vodafonevöllurinn entre 2007 et 2015 du fait de l'entreprise Vodafone, Origovöllurinn entre 2018 et 2023 du fait de l'entreprise Origo hf. (en) ou encore N1 Völlurinn depuis janvier 2024 du fait de l'entreprise N1 (en).